# Уггла, Мария Аурора
Мария Аурора Уггла (швед. Maria Aurora Uggla, урождённая Эренгранат (швед. Ehrengranat); 1747—1826), — шведская фрейлина и дворянка. Она была фрейлиной и доверенным лицом шведской королевы Софии Магдалены Датской, а позднее главой двора кронпринца Густава Адольфа.

## Биография
Мария Аурора Уггла была дочерью дворянина Класа Фредрика Угглы и Анны Магдалены Хирты. Она была назначена фрейлиной Софии Магдалены по прибытии той в Швецию в 1766 году и была одной из трёх дам, сопровождавших Софии Магдалену в её пути на вторую церемонию бракосочетания в Королевском дворце Стокгольма, состоявшуюся 4 ноября 1766 года. Уггла характеризовалась как доверенная фаворитка и приближённая Софии Магдалены, в остальном же как очень сдержанная и имеющая немного друзей. Королева, по некоторым сообщениям, оказывала Уггле своё доверие и следовала её советам. Единственной другой придворной дамой, которая была близка к королеве, являлась Виргиния Шарлотта Мандерстрём.
Как человек, Уггла описывалась как одарённая и образованная, хотя иногда и резкая. Она была звездой любительского театра при королевском дворе, получив признание и уважение за свой драматический талант: она и Каролина Левенгаупт считались примадоннами любительского театра при королевском дворе Густава III. Уже в 1767 году она участвовала в спектакле, данном во дворце Ульриксдаль ко дню рождения Софии Магдалены. В 1774 году король приказал ей поработать с Шарлотта Эккерман над её партией Мехтильды в опере Ярл Биргер Юлленборга и Адлербета, после того как Элизабет Олин отказалась от этой роли. Партия Шарлотта Эккерман имела большой успех в Королевской опере в Стокгольме, её много раз вызывали зрители, и принц Карл начал кричать: «Фрёкен Уггла! Фрёкен Уггла!», после чего зрители начали аплодировать также Марии Ауроре Уггле, находившейся в своей ложе, а также автору постановки Юлленборгу за то, что они подготовили Эккерман для этой роли.

Уггла сначала рассматривалась как посланница, когда король решил помириться с королевой в 1775 году, чтобы вступить с ней в брачные отношения, но вместо неё в итоге был выбран граф Адольф Фредрик Мунк, у которого тогда были отношения с камеристкой королевы Анной Софией Рамстрём. Однако после того, как королева родила наследного принца в 1778 году, ходили слухи, что отцом её ребёнка был Мунк. В диалоге с Гедвигой Елизаветой Шарлоттой Гольштейн-Готторпской в июне 1778 года Уггла отмечала: 

«В любом случае, даже если мы на мгновение предположим, что ребёнок действительно незаконнорожденный, то какое это будет иметь значение для короля? Он всё равно всегда будет считать его своим. И дело это тоже вполне может оказаться бессмысленным, пока у Швеции есть наследник».

Мария Аурора Уггла вышла замуж за дворянина и военного деятеля Карла Адама Эренграната в 1778 году. Гьёрвелл следующим образом высказался об Уггле в контексте её свадьбы: «Королева дала ей 20 000 крон в приданое и пожизненную пенсию в размере 6 000 крон. Она была, если так можно сказать, единственным другом королевы и единственным человеком, к которому Её Величество питала безграничное доверие».
В 1778 году Уггла была назначена одной из двух заместительниц обер-гофмейстерины (швед. överhovmästarinna) или главы двора наследного принца (фактически суб-королевской гувернанткой), Хедвиг Софии фон Росен. Уггла, как и её бывшая коллега Виргиния Мандерстрём, оставалась любимицей и близкой подругой королевы до самой её смерти. Во время переворота, в результате которого в 1809 году был свергнут шведский король Густав IV Адольф, сын Софии Магдалены, Уггла первой известила её о случившемся. Вместе с ней Софья Магдалена попыталась встретиться со своим сыном, но ей помешали охранники. Когда ей запретили видеться с сыном, она разрыдалась в объятиях Угглы. Мария Аурора Уггла присутствовала при кончине Софии Магдалены в 1813 году.

## В культуре
Мария Аурора Уггла является героиней романа «Наперсница королевы» (швед. Drottningens förtrogna) Анны Спарре (1994).
В двухсерийном телефильме «Брак короля Густава III» 2001 года её роль исполнила Санна Мари Патьяс.